# Ctenomys steinbachi
El tuco-tuco de Steinbach (Ctenomys steinbachi) es una especie de roedor del género Ctenomys de la familia Ctenomyidae. Habita en el centro-oeste de Sudamérica.

## Taxonomía
Descripción original
Esta especie de roedor fosorial fue descrita originalmente en el año 1907 por el mastozoólogo británico Michael Rogers Oldfield Thomas.
Holotipo
El holotipo es un macho adulto, colectado por José Steinbach.
Localidad tipo
La localidad tipo referida es: “campo de la provincia Sara, cerca de Santa Cruz de la Sierra, departamento de Santa Cruz, Bolivia”.
Etimología
Etimológicamente, el término específico steinbachi es un epónimo que refiere al apellido de la persona a quien fue dedicada la especie, el naturalista alemán José Steinbach, quien residió en Bolivia y allí recolecto el ejemplar tipo de este roedor.
Caracterización y relaciones filogenéticas
Es un tucotuco monotípico, de tamaño bastante grande, de un color cobrizo gris uniforme, con longitud del cuerpo más cabeza de 245 mm y de cola de 86 mm.
Ctenomys steinbachi representa la especie extrema en lo que respecta a la variación cariotípica presente en el género Ctenomys, con 2n = 10 (el otro extremo se encuentra en C. pearsoni y  C. dorbignyi con 2n = 70).   

## Distribución geográfica y hábitat
Esta especie de roedor es endémica del centro-oeste del departamento de Santa Cruz, Bolivia.

## Conservación
Según la organización internacional dedicada a la conservación de los recursos naturales Unión Internacional para la Conservación de la Naturaleza (IUCN), al no poseer mayores peligros, la clasificó como una especie bajo “preocupación menor” en su obra: Lista Roja de Especies Amenazadas.